# Liga Augsburska
Liga Augsburska (późniejsza Wielka Koalicja) – sojusz założony w roku 1686 w Augsburgu przez cesarza Leopolda I Habsburga i kilku z książąt z południowych Niemiec. Ich celem było przeciwdziałanie wkroczeniu króla Francji Ludwika XIV do Palatynatu (obecnie Nadrenia).
Z czasem do składu Ligi dołączyły: Holandia, Hiszpania, Szwecja, Sabaudia, a później, po wkroczeniu Francuzów do Palatynatu i zniszczeniu go w latach 1688–1689, dołączyła także Anglia – od tego momentu sojusz nazwany został Wielką Koalicją. Na jej czele stał Wilhelm III Orański. Wielka Koalicja prowadziła wojny z Francją w latach 1688-1697, zakończone pokojem w Rijswijk.